# Pertheville-Ners
Pertheville-Ners é uma comuna francesa na região administrativa da Normandia, no departamento Calvados. Estende-se por uma área de 8,17 km². Em 2010 a comuna tinha 247 habitantes (densidade: 30,2 hab./km²).